# 永覚駅
永覚駅（えかくえき）は、愛知県豊田市永覚町高根にある愛知環状鉄道・愛知環状鉄道線の駅。駅番号は08。

## 歴史
- 1976年（昭和51年）4月26日：日本国有鉄道岡多線の駅として開業[1]。旅客のみ取扱いの駅員無配置駅[2]。
- 1987年（昭和62年）4月1日：国鉄分割民営化により東海旅客鉄道に継承[1]。
- 1988年（昭和63年）1月31日：岡多線が愛知環状鉄道に転換[1][3]。
- 2019年（平成31年）3月2日：ICカード「TOICA」の利用が可能となる[4]。

## 駅構造
単式ホーム1面1線の地上駅。八草駅とともに、愛環線内では数少ない、線路が地上にある駅である。六名駅、篠原駅の各駅とともに窓口が設けられていない完全な無人駅である。将来的な複線化も可能なようになっており、駅の南側で線路下を通る道路には、複線分の路盤が用意されているほか、ホームを増設する場合に使用する橋台が準備してあるが、具体的な複線化事業の計画は出されていない。
駅前には無料駐車場が整備されており、20台ほどが駐車できる。改札外にトイレが設置されている。2022年1月現在、駅構内に自動販売機が設置されている。

### のりば
| 路線            | 方向 | 行先       |
| --------------- | ---- | ---------- |
| ■愛知環状鉄道線 | 上り | 岡崎方面   |
| ■愛知環状鉄道線 | 下り | 高蔵寺方面 |

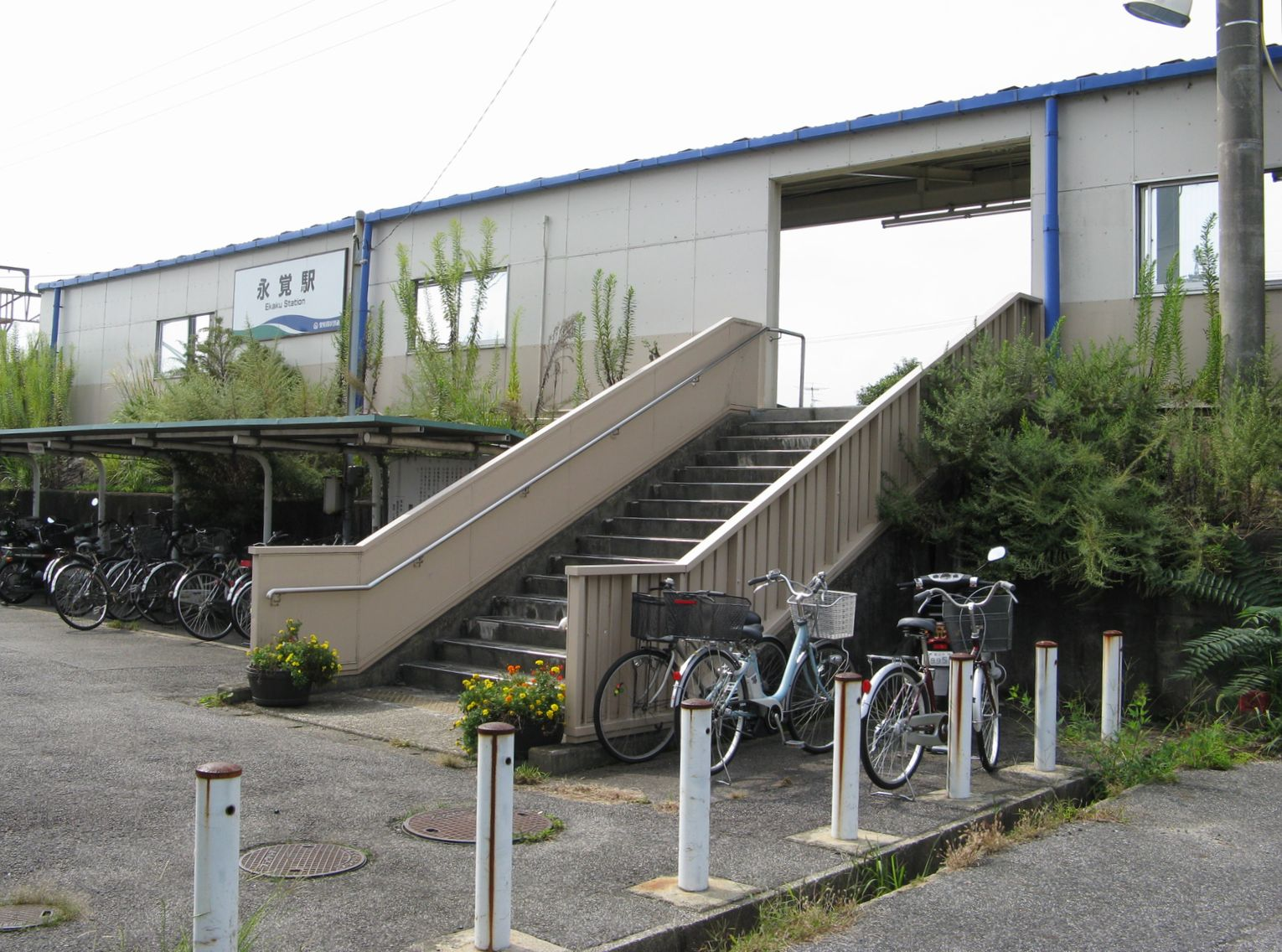
入口
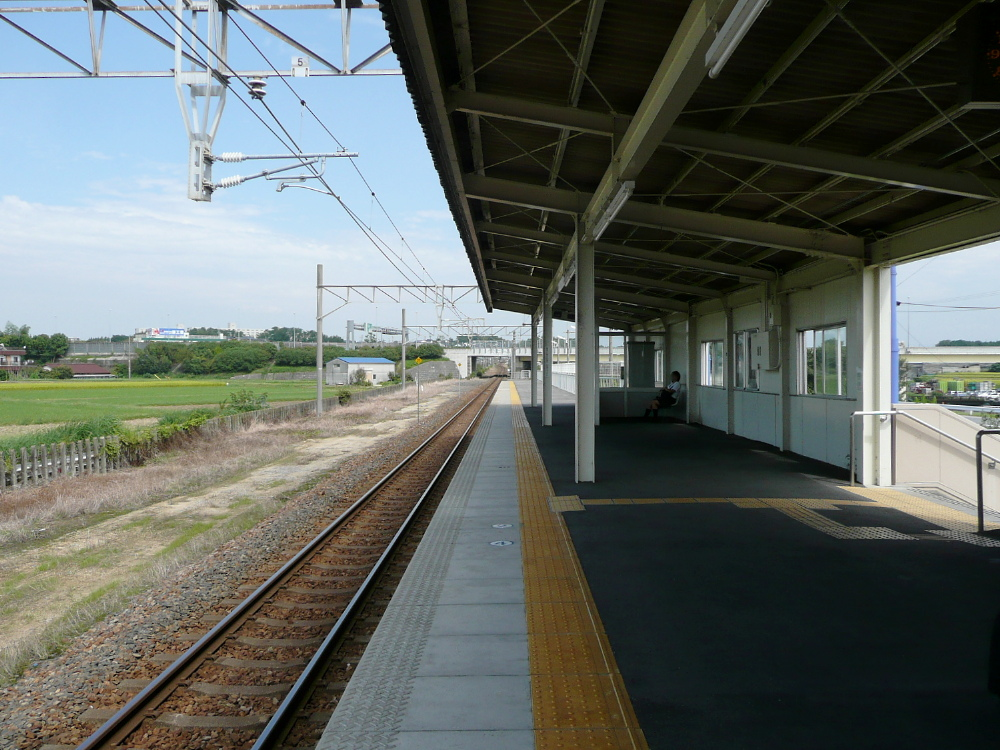
ホーム
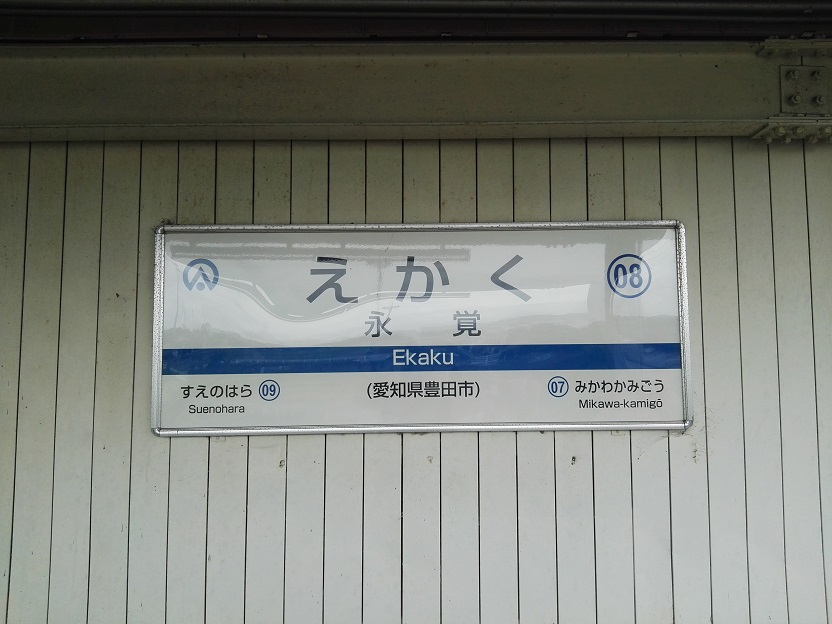
駅名標
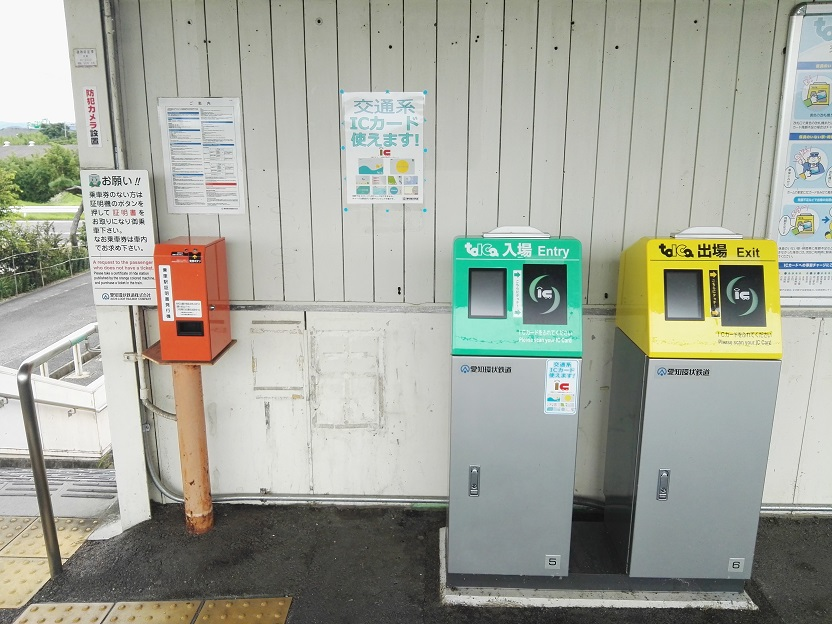
簡易TOICA改札機と乗車駅証明書発行機

## 利用状況
「豊田市統計書」、「移動等円滑化取組報告書」によると、当駅の一日平均乗降客数は以下の通り推移している。
- 2004年度：364人
- 2005年度：448人（愛知万博開催年）
- 2006年度：357人
- 2007年度：372人
- 2008年度：443人
- 2009年度：432人
- 2010年度：426人
- 2011年度：416人
- 2012年度：439人
- 2013年度：483人
- 2014年度：479人
- 2015年度：483人
- 2016年度：523人
- 2017年度：571人
- 2018年度：579人
- 2019年度：628人
- 2020年度：410人

## 駅周辺
- 豊田上郷サービスエリア（東名高速道路）
- 東名上郷バスストップ
- 豊田上郷スマートインターチェンジ
- トヨタ自動車上郷工場
- 愛知県道76号豊田安城線（上郷街道）
- 愛知県道232号鴛鴨三好線
- 愛知県道288号豊田安城自転車道線
- 豊田地域文化広場
- 鴛鴨城址

## バス路線
東名上郷（徒歩で約10分の程度）
- 高速バスのバス停、付近を通る東名高速上にある。

永覚駅
- 上郷地域バス（通称：チョイそこにこにこバス）。毎週火・金曜の週2日運行。事前登録制。

## 隣の駅
愛知環状鉄道
■愛知環状鉄道線
三河上郷駅（07） - 永覚駅（08） - 末野原駅（09）